# Ajdin Velic
Ajdin Velic, född 20 april 1978, är en svensk före detta fotbollsspelare (anfallare) som åren 1997–1999 representerade Gais.
Velics moderklubb är Hisingstads IS. Han gick till säsongen 1997 som 19-åring till Gais i division II, och spelade sin första säsong en seriematch för klubben. Säsongen 1998 gjorde han 18 matcher och 4 mål när Gais vann serien och gick upp i division I 1999. Där spelade han emellertid bara sex matcher (inga mål) när Gais slutade tvåa och kvalade sig upp i Allsvenskan, och efter säsongen fick han inget nytt kontrakt med Gais. Han fortsatte därefter karriären i Assyriska FF i Superettan, men avbröt sedan sin elitsatsning och gick 2002 till Lärje/Angereds IF i division IV.